# Corriere della Sera
|  | Per a altres significats, vegeu «República (desambiguació)». |

El Corriere della Sera és un diari italià editat a Milà per l'empresa RCS MediaGroup, fundat el 1876 per Eugenio Torelli Viollier. Juntament amb La Repubblica, és el de major tiratge del país.

## Història

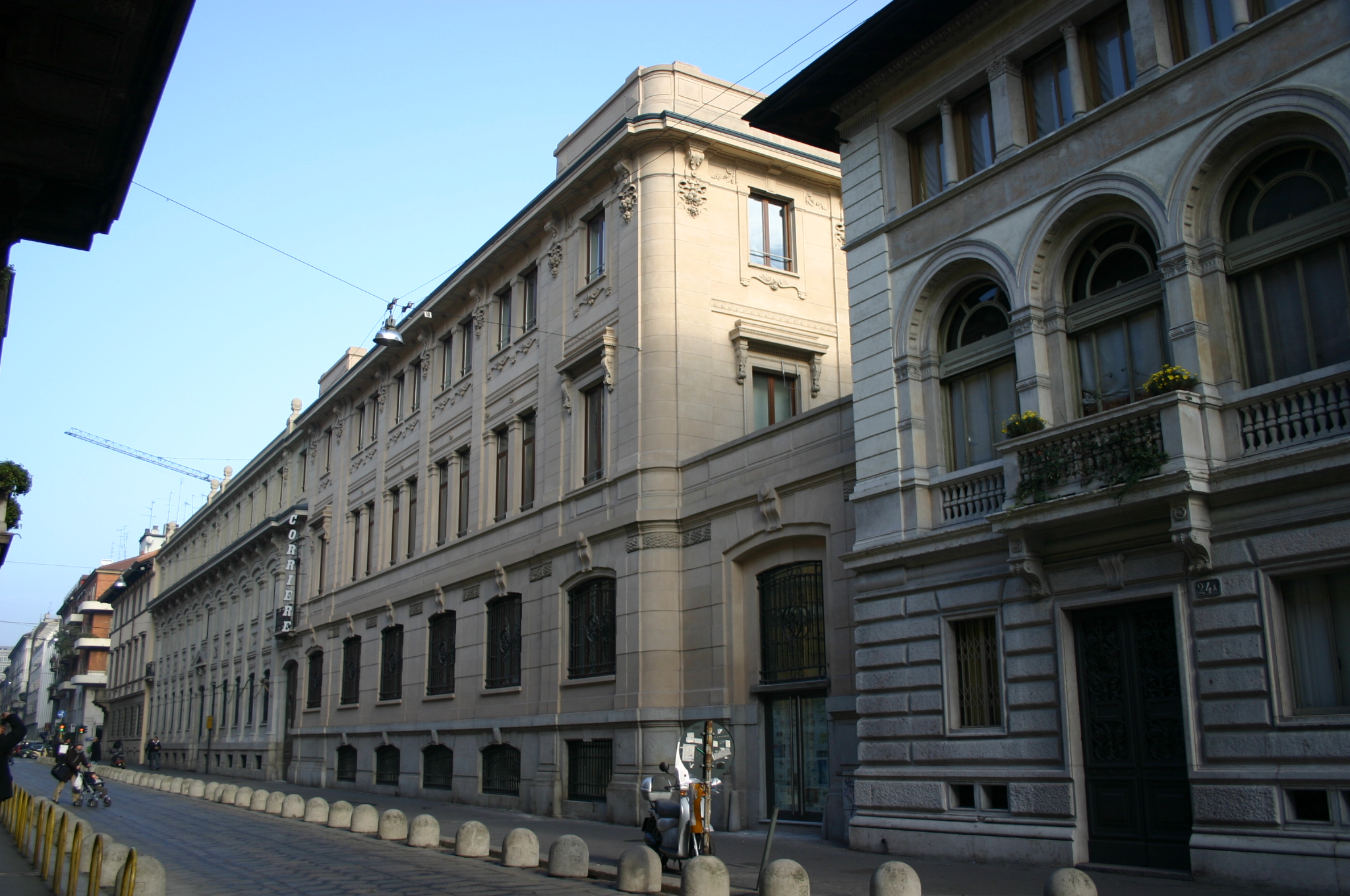
seu central del diari a Milà

El 5 de març de 1876 va llançar el seu primer número amb tres mil exemplars. La pretensió del seu fundador era crear un diari dirigit a la burgesia industrial milanesa. Una vegada assentat, a l'iniciar-se el segle xx, el seu nou director, Luigi Albertini, va aconseguir que assolís un gran prestigi. Obligat a dimitir el 1925 pel govern feixista de Mussolini el diari va quedar intervingut.
Després de la Segona Guerra Mundial va tornar el 26 d'abril de 1945 amb el nom de Corriere d'informazione i després Il Nuovo Corriere della Sera per retornar més tard a la seva actual denominació. El 1973 va sofrir una greu crisi en marxar-ne Indro Montanelli i d'altres prestigiosos periodistes per a fundar Il Giornale Nuovo